# みつめむれつくり
みつめむれつくりは、1975年5月に沖縄海洋博（EXPO '75）の芙蓉グループパビリオンで展示された7体からなるロボット群である。

## 概要
「みつめむれつくり」は、東京工業大学の森政弘名誉教授が構想・設計し、自在研究所（松原季男）が製作した。和名は「みつめむれつくり」、学名は「Triops congregans Masahiro」、英名は「The Three-eyed Beatles」と命名された。「3つの目、群れ、作り」の3語からなる合成語である。
開発はマイクロコントローラーが普及する前の時代に行われ、C-MOS技術が用いられた。現在の視点から見ると、日本初の自律分散型ロボットと評価される。
展示された1975年の沖縄海洋博は、その平和の象徴として位置付けられ、動物社会や人間社会との比較において興味深いものとされた。また、東海大学海洋科学博物館に移設された経緯もあり、中学校の修学旅行で訪れる機会もあったと報告されている。

## 特徴
各ロボットは以下の特徴を持っている。
- センサーと視野

3つの「目」を持ち、中央の目が3つに分かれて合計5つの視野（A=66°、B=20°、C=12°、D=20°、E=66°）を提供。赤外線センサーで仲間を検知し、磁気センサーで障害物を検知。
- 動作モード

ランダム（仲間や障害物なし）、追従（2m以内の最も近い仲間を追跡、0.5mで停止）、回避（障害物を優先し、近い仲間を避ける）の3モード。
- 構成部品

赤外線ランプ、電磁気センサー、外部輝度センサー、Ni-Cd電池（一晩充電で10時間連続動作）、アルミニウムフレーム、小型DCモーター（減速機付き）、単一キャスターホイール。
- 制御システム

中央制御コンピュータはなく、各ロボットが平等で分散制御。単純な行動ルールに基づき、単独ではランダムウォーク、仲間検知で群れを形成。
この設計は、動物の群れ行動（魚や鳥の群れ）を模倣し、リーダーなしで動的な前線を形成する特徴がある。個体の応答、タイミング、視野の広さなどの微妙な差が群れの挙動に大きく影響し、社会工学の解の一つが潜んでいる可能性が指摘されている。

## ウォルターの亀およびシェーキーとの技術的関係
ウィリアム・グレイ・ウォルターが1948年 - 1949年に作製した、初期の推論型可動ロボット「ウォルターの亀」（Turtle (robot)(英語版)、ElmerとElsie）は、最初の電子自律ロボットで、アナログ電子回路を用いて脳プロセスをシミュレートし、光に向かう「走光性」（フォトタキシス、Phototaxis(英語版)）や充電ステーションへの移動が可能だった。これらは個々の自律性に焦点を当てたもの。
一方、スタンフォード研究所の「シェーキー」（1966年 - 1972年）は、環境を推論する能力を持つ最初の移動ロボットで、テレビカメラ、レーザー測距儀、バンプセンサーを用いてナビゲーションと計画を行った。
「みつめむれつくり」は、これらのロボットの概念を発展させ、個々の自律性を群れのコンテキストに適用したものといえる。「ウォルターの亀」の単純な行動ルールと「シェーキー」の環境認識のアイデアを統合し、中央制御なしで群れ行動を実現する分散制御システムを導入した点で「みつめむれつくり」は群れロボット（スワームロボティクス）の先駆けとして位置付けられる。

### まとめ表
「みつめむれつくり」の特徴と関連ロボットを比較する。
| ロボット名       | 開発年          | 主な特徴                                 | 制御方式 |
| ---------------- | --------------- | ---------------------------------------- | -------- |
| ウォルターの亀   | 1948年 - 1949年 | 個々の自律性、アナログ電子回路、走光性   | 個別自律 |
| シェーキー       | 1970年          | 環境推論、カメラ・レーザー使用、中央制御 | 集中制御 |
| みつめむれつくり | 1975年          | 群れ行動、分散制御、C-MOS技術            | 分散自律 |

## 後のロボット工学への影響
「みつめむれつくり」の影響は、群れロボットや多エージェントシステムの研究に及ぶ。単純な個体ルールから複雑な群れ行動が生じるという概念は、現在もスワームインテリジェンス（群知能）の研究に影響を与えている。特に、個体のばらつきが群れの動きに与える影響は、社会工学の視点から興味深く、後の研究に示唆を与えた。
また、1975年の開発は、日本のロボット工学におけるリーダーシップの基盤を築き、製造業における「ものづくり」の文化の中でロボット技術の進歩を推進した。群れロボットのアイデアは、資源探査や災害救助など、屋外フィールドでの応用に向けた研究にもつながっている。